# Трубінський потік
Трубінський потік (словац. Trubínsky potok) — річка; ліва притока Турця, протікає в окрузі Ж'яр-над-Гроном.
Довжина приблизно 5,5-6,0 км. Витік знаходиться в масиві Пташник  (геоморфологічна підодиниця Низький Пташник; схил гори Сулін) — на висоті приблизно 540 метрів.
Протікає територією сіл Ловчиця-Трубін і Преставлки. Впадає в Турець на висоті приблизно 270-275 метрів.